# 具承賢
具承賢（韓語：구승현，2004年9月22日—），韓國男演員，童星出身。

## 演出作品

### 電視劇
- 2010年：KBS《學習之神》飾演 洪燦斗（童年）
- 2010年：SBS《濟眾院》
- 2010年：MBC《個人取向》
- 2010年：SBS《不懂女人》飾演 李思愛
- 2011年：SBS《49日》
- 2011年：tvN《Manny》飾演 道瑛的兒子
- 2011年：MBC《千次的吻》飾演 朴燦魯
- 2011年：SBS《樹大根深》飾演 彩允與咲梨的兒子
- 2012年：MBC《阿娘使道傳》飾演 金銀悟（少年）
- 2013年：SBS《聽見你的聲音》飾演 朴修夏（少年）
- 2013年：SBS《主君的太陽》飾演 李祐鎮
- 2014年：SBS《異鄉人醫生》飾演 朴勳（少年）
- 2017年：SBS《當你沉睡時》飾演 （少年）

### 電影
- 2010年：《老刀工》
- 2010年：《The Influence》
- 2010年：《汝矣島》
- 2010年：《開心鬼上身》
- 2011年：《偶像先生》
- 2011年：《看不見的愛》
- 2011年：《致命一擊》
- 2013年：《偉大的隱藏者》
- 2013年：《美娜文具店》
- 2013年：《世界一周》
- 2014年：《逆鱗》

## 外部連結
- NAVER （页面存档备份，存于）